# Eleanor H. Porter
Eleanor Hodgman Porter (Littleton, Nuevo Hampshire, 19 de diciembre de 1868 - Cambridge, Massachusetts, 21 de mayo de 1920) fue una escritora estadounidense.

## Biografía
Nació en Littleton, Nuevo Hampshire, hija de Llewella Hodgman (de apellido de soltera Woolson) y Francis H. Hodgman. De joven recibió formación como cantante, asistiendo al New England Conservatory of Music durante varios años, pero decidió dedicarse a la escritura. En 1892 se casó con John Lyman Porter y se mudó a Massachusetts. Porter escribió principalmente literatura infantil, entre los que se destacan tres libros de la serie Señorita Billy: Miss Billy (1911), Miss Billy's Decision (1912), y Miss Billy Married (1914); además de las obras Just David (1916); The Sunbridge Girls at Six Star Ranch (1913); Cross Currents (1907); y The Turn of the Tide (1908).
Su novela más famosa es Pollyanna (1913), seguida más adelante por una secuela, Pollyanna Grows Up (1915). Sus novelas para adultos incluyen The Story of Marco (1911), The Road to Understanding (1917), Oh, Money! Money! (1918), Dawn (1919), Keith's Dark Tower (1919), Mary Marie (1920), y Sister Sue (1921). Sus colecciones de cuentos cortos incluyen: Across the Years (1923), Money, Love and Kate (1920) y Little Pardner (1926). Porter logró un considerable éxito comercial: en 1913, Pollyanna ocupó el octavo lugar entre las novelas más vendidas en los Estados Unidos, el segundo en 1914, y la cuarta en 1915 (pasó por cuarenta y siete ediciones entre 1915 y 1920); Just David ocupó el tercer lugar en 1916; The Road to Understanding ocupó el cuarto lugar en 1917; y Oh, Money! Money! ocupó el quinto lugar en 1918.
Falleció en Cambridge, Massachusetts el 21 de mayo de 1920, a los 51 años, siendo enterrada en el Mount Auburn Cemetery.

## Bibliografía

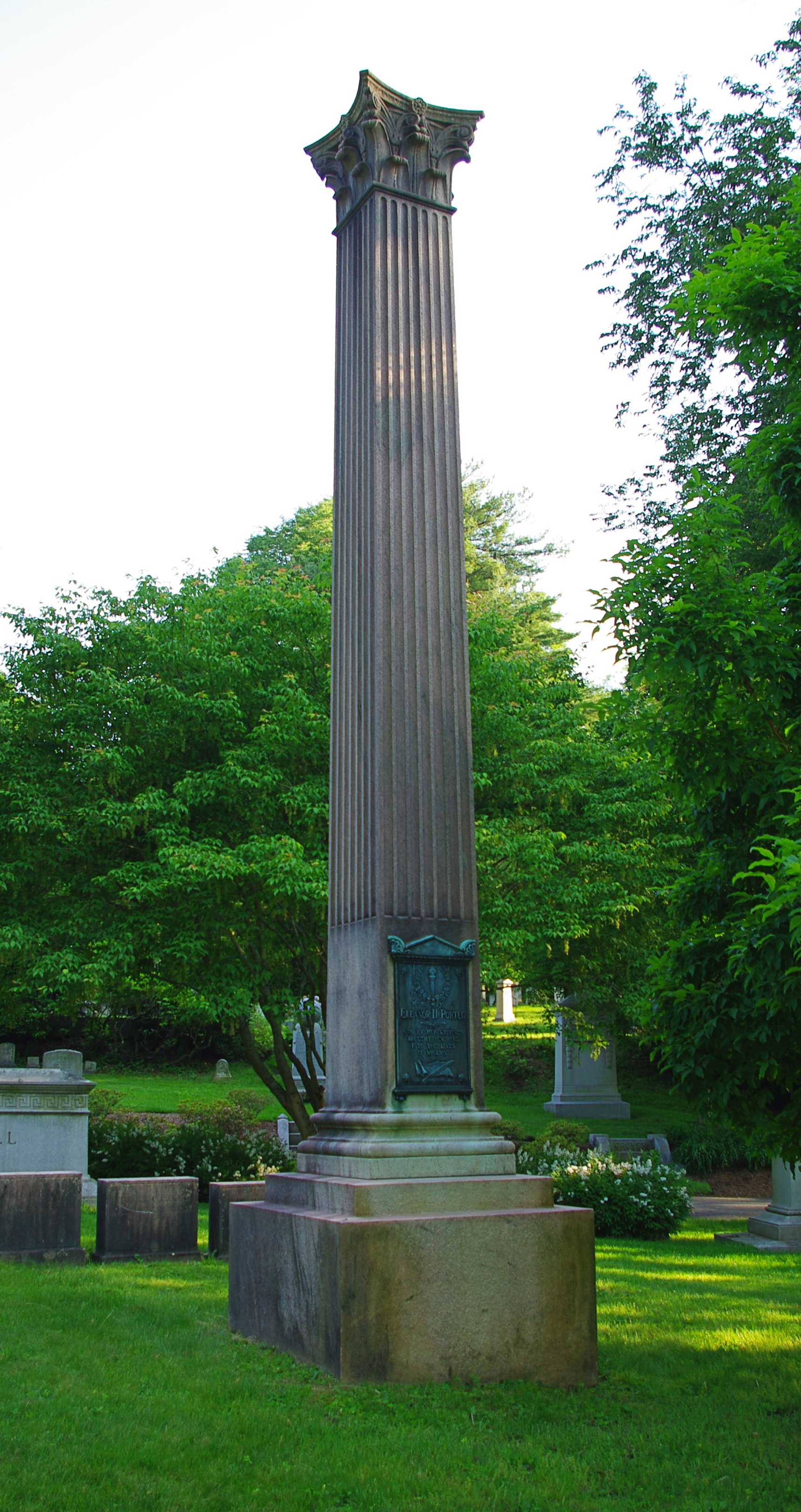
Tumba de Eleanor H. Porter en el Mount Auburn Cemetery.

### Historias cortas
- A Delayed Heritage
- A Four-Footed Faith and a Two
- A Matter of System
- A Mushroom of Collingsville
- A Patron of Art
- Angelus
- Crumbs
- Millionaire Mike's Thanksgiving
- That Angel Boy
- The Apple of Her Eye
- The Daltons and the Legacy
- The Elephant's Board and Keep
- The Folly of Wisdom
- The Glory and the Sacrifice
- The Indivisible Five
- The Lady in Black
- The Letter
- The Saving of Dad
- When Mother Fell Ill
- When Polly Ann Played Santa Claus
- Women in Black

### Novelas
- Cross Currents (1907)
- The Turn of the Tide (1908)
- The Story of Marco (1911)
- Miss Billy (1911)
- Miss Billy's Decision (1912)
- Pollyanna (1913)
- The Sunbridge Girls at Six Star Ranch (1913)
- Miss Billy Married (1914)
- Pollyanna Grows Up (1915)
- Just David (1916)
- The Road to Understanding (1917)
- Oh, Money! Money! (1918)
- The Tangled Threads (1919)
- Dawn (1919)
- Mary Marie (1920)